# Zápudov
Zápudov je malá vesnice v okrese Mladá Boleslav, součást obce Boseň. Nachází se 1,5 kilometru severovýchodně od Bosně.

## Historie
První písemná zmínka o vesnici pochází z roku 1398.

## Rodáci
- Josef Arnošt Bergman